# Hiparc de Tebes
Hiparc (en llatí Hipparchus, en grec antic Ἵππαρχος) fou un filòsof grec pitagòric originari de Tebes, contemporani de Lisis, el mestre d'Epaminondes, circa el 380 aC.
Climent d'Alexandria diu que va ser expulsat del grup dels pitagòrics perquè feia els seus ensenyaments en públic, cosa prohibida per Pitàgores, però que li van erigir un monument com si hagués mort. Estobeu va preservar un fragment de la seva obra Περὶ εὐθυμίας ("Peri Euthimias", Sobre la tranquil·litat de l'esperit).